# كارل براون (كاتب)
كارل براون (بالإنجليزية: Karl Brown) (و. 1896 – 1990 م) هو كاتب سيناريو، ومصور سينمائي أمريكي، ولد في ماكيسبورت، توفي عن عمر يناهز 94 عاماً.

## وصلات خارجية
- كارل براون على موقع IMDb (الإنجليزية)
- كارل براون على موقع ألو سيني (الفرنسية)
- كارل براون على موقع تيرنر كلاسيك موفيز (الإنجليزية)
- كارل براون على موقع أول موفي (الإنجليزية)
- كارل براون على موقع قاعدة بيانات الأفلام السويدية (السويدية)
- كارل براون على موقع قاعدة بيانات الفيلم (الإنجليزية)
- كارل براون على موقع كينوبويسك (الروسية)